# Oscar Isaac
Oscar Isaac Hernández Estrada (Guatemala, 9 maart 1979) is een Guatemalteeks-Amerikaans acteur. Hij won in 2016 een Golden Globe voor zijn hoofdrol in de miniserie Show Me a Hero (2015).

## Biografie

### Jeugd
Oscar Isaac werd in 1979 in Guatemala geboren als Óscar Isaac Hernández Estrada. Hij is de zoon van een Guatemalteekse moeder, María Eugenia Estrada Nicolle, en een Cubaanse vader, Óscar Gonzalo Hernández-Cano. Zijn grootvader langs moederszijde was van Franse afkomst. En zijn grootmoeder aan zijn vaderszijde was van joodse afkomst.
Isaac groeide op in Miami (Florida) en kreeg als kind een protestantse opvoeding. Tijdens zijn jeugd was hij gitarist en zanger van de band Blinking Underdogs. Tijdens de lagere school zorgde hij regelmatig voor problemen, waardoor hij uiteindelijk van school gestuurd werd. Later studeerde hij aan de Juilliard School (2001–2005) in New York.

### Acteercarrière

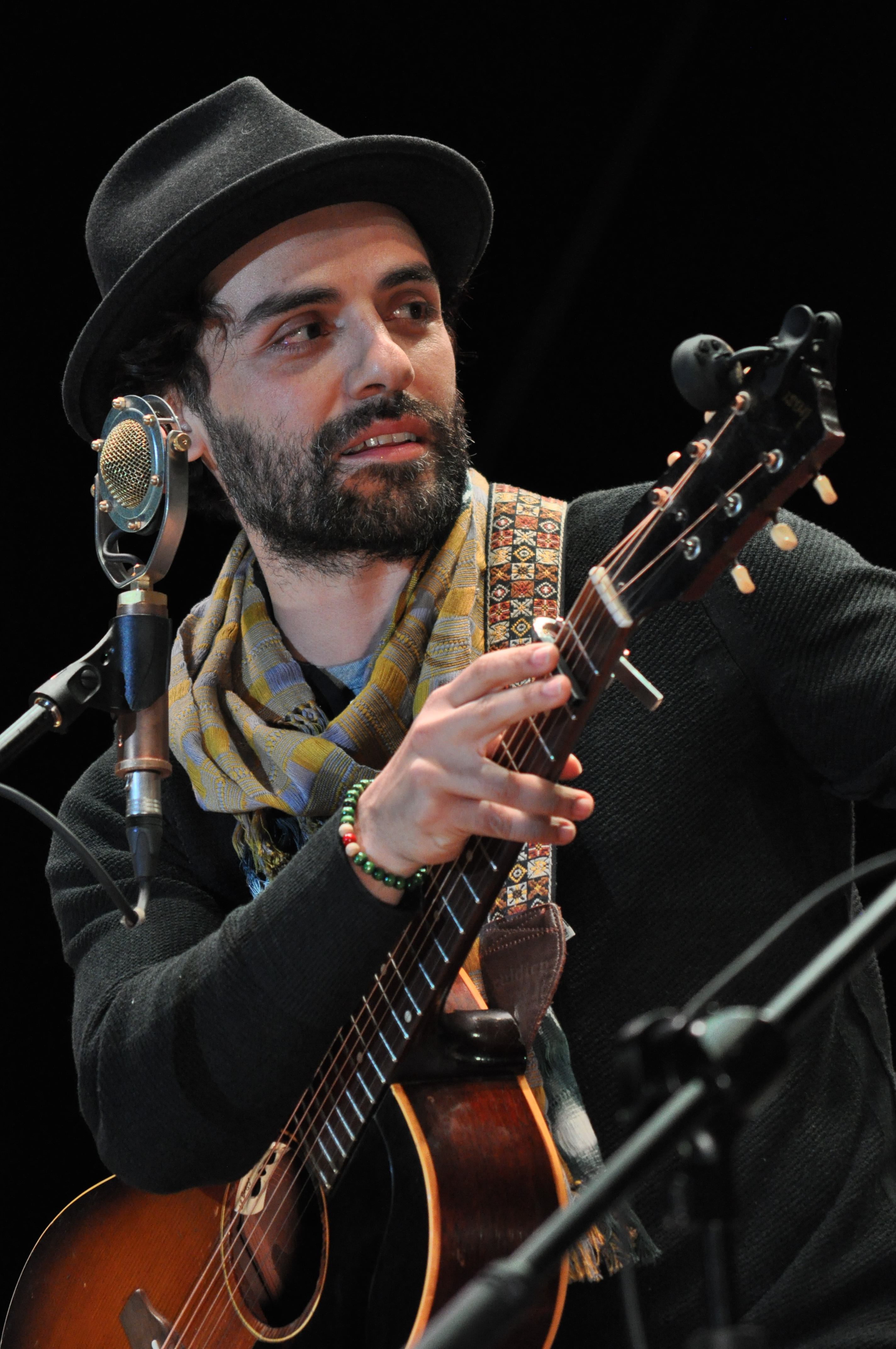
Isaac tijdens een muziekoptreden in Guatemala-Stad (2015).

In 1996 maakte de toen zestienjarige Isaac zijn filmdebuut in het misdaaddrama Illtown. Later verklaarde Isaac dat iedereen op de set van Illtown erg gemeen was tegen hem en dat hij uiteindelijk niet betaald werd voor zijn rol.
In 2009 vertolkte Iscaac de Oost-Timorese president José Ramos-Horta in de Australische oorlogsfilm Balibo. Voor zijn bijrol kreeg hij een Australian Film Institute Award. Een jaar later werkte hij met regisseur Ridley Scott samen aan de actiefilm Robin Hood (2010), waarin hij Prince John vertolkte. Verder had  Isaac ook bijrollen in bekende filmproducties als Che: Part One (2008), Body of Lies (2008), Sucker Punch (2011), Drive (2011) en The Bourne Legacy (2012).
De grote doorbraak van Isaac volgde in 2013, toen hij de hoofdrol vertolkte in Inside Llewyn Davis van de broers Joel en Ethan Coen. In die muziekfilm kroop hij in de huid van Llewyn Davis, een folkzanger uit het New York van de jaren 1960. Voor zijn acteerprestatie ontving hij zijn eerste Golden Globe-nominatie. Een jaar later speelde hij ook de hoofdrol in het misdaaddrama A Most Violent Year van regisseur J. C. Chandor. Voor die film werd Isaac door de National Board of Review uitgeroepen tot beste acteur van 2014.
In 2015 speelde Isaac de gevechtspiloot Poe Dameron in Star Wars: Episode VII: The Force Awakens. Oorspronkelijk zou zijn personage al snel sterven, maar dat beviel Isaac niet. Uiteindelijk vond regisseur J.J. Abrams toch een manier om hem in het verhaal in leven te houden. In 2015 vertolkte hij ook een belangrijke bijrol in de sciencefictionthriller Ex Machina en kroop hij in de huid van politicus Nick Wasicsko in de miniserie Show Me a Hero. Voor zijn rol in de reeks van HBO ontving hij een Golden Globe. Een jaar later vertolkte hij de superschurk Apocalypse in de stripboekverfilming X-Men: Apocalypse. 
In 2022 speelde Isaac de rol van Marc Spector / Moon Knight, met meerdere persoonlijkheden genaamd Steven Grant / Mr. Knight en Jake Lockley, in zes afleveringen van de televisieserie Moon Knight op Disney+ binnen het Marvel Cinematic Universe.

## Filmografie

### Film
| - Spider-Man: Across the Spider-Verse (2023, stem) - Dune (2021) - The Card Counter (2021) - Star Wars: Episode IX: The Rise of Skywalker (2019) - The Addams Family (2019, stem) - Triple Frontier (2019) - Spider-Man: Into the Spider-Verse (2018, stem) - Life Itself (2018) - At Eternity's Gate (2018) - Operation Finale (2018) - Annihilation (2018) - Star Wars: Episode VIII: The Last Jedi (2017) - Suburbicon (2017) - The Promise (2016) - X-Men: Apocalypse (2016) - Star Wars: Episode VII: The Force Awakens (2015) - Mojave (2015) - Ex Machina (2015) - A Most Violent Year (2014) - The Two Faces of January (2014) - In Secret (2013) - Inside Llewyn Davis (2013) |  | - Won't Back Down (2012) - The Bourne Legacy (2012) - Revenge for Jolly! (2012) - For Greater Glory: The True Story of Cristiada (2012) - 10 Years (2011) - W.E. (2011) - Drive (2011) - Sucker Punch (2011) - Robin Hood (2010) - Balibo (2009) - Agora (2009) - Body of Lies (2008) - Che - The Argentine (2008) - The Life Before Her Eyes (2007) - The Nativity Story (2006) - Pu-239 (2006) - The Half Life of Timofey Berezin (2006) - Lenny the Wonder Dog (2005) - All About the Benjamins (2002) - Illtown (1996) |

### Televisie
- What If...? - Marc Spector / Moon Knight (2024, stem, één aflevering)
- Moon Knight - Marc Spector / Moon Knight, Steven Grant / Mr. Knight & Jake Lockley (2022, zes afleveringen)
- Scenes from a Marriage - Jonathan Levy (2021, vijf afleveringen)
- Star Wars Resistance - stem Poe Dameron (2018-2019, stem, vier afleveringen)
- Show Me a Hero - Nick Wasicsko (2015, zes afleveringen)
- Law & Order: Criminal Intent (2006, één aflevering)

## Prijzen en nominaties
| Film                       | Prijs                              | Categorie                                          | Resultaat     |
| -------------------------- | ---------------------------------- | -------------------------------------------------- | ------------- |
| Inside Llewyn Davis (2013) | Golden Globe                       | Best Actor in a Motion Picture (Comedy or Musical) | Genomineerd   |
| Inside Llewyn Davis (2013) | Independent Spirit Award           | Best Male Lead                                     | Genomineerd   |
| Inside Llewyn Davis (2013) | Saturn Award                       | Best Actor                                         | Genomineerd   |
| Inside Llewyn Davis (2013) | New York Film Critics Circle Award | Best Actor                                         | Tweede plaats |
| A Most Violent Year (2014) | National Board of Review           | Best Actor                                         | Gewonnen      |
| Show Me a Hero (2015)      | Golden Globe                       | Best Actor in a Mini-Series or TV Movie            | Gewonnen      |
| Show Me a Hero (2015)      | Satellite Award                    | Best Actor in a Mini-Series or TV Movie            | Genomineerd   |

## Privé
Isaac trouwde in maart 2017 met regisseuse Elvira Lind. Een maand later beviel zij van hun eerste kind, een zoon.